# Universidad de Granma
La Universidad de Granma (UDG) es una universidad pública ubicada en Bayamo, Provincia de Granma, Cuba. Fue fundada el 10 de diciembre de 1976.

## Facultades
La UDG posee ocho facultades, así como 11 Centros Universitarios Municipales (CUM) y una Filial Universitaria Municipal (FUM).